# Ri Cshian
Ri Cshian (hangul: 리치안, RR: Li Chi-An; 1945. július 7. –) észak-koreai válogatott labdarúgó.
Az észak-koreai válogatott tagjaként részt vett az 1966-os világbajnokságon.